# Nora Robertsová
Nora Robertsová, rodným jménem Eleanor Marie Robertson, pseudonymy J. D. Robb, Jill March, ve Velké Británii také Sara Hardesty (* 10. října 1950 v Silver Spring, Maryland, USA) je americká spisovatelka ženských, romantických a detektivních románů a novel. Jde o mnohonásobnou držitelku ceny Rita, která je udělována anglicky píšícím spisovatelům v romantickém žánru, je držitelkou
i dalších oborových ocenění.
Pochází ze Silver Spring v Marylandu jako jediná dcera z celkem pěti dětí z americké katolické rodiny. Po prvním sňatku se přestěhovala do Keedysville v Marylandu, kde krátce pracovala jako sekretářka, po narození dvou dětí se ale stala ženou v domácnosti.
V únoru 1979 se rozhodla pro profesní dráhu spisovatelky, nicméně její začátky byly těžké, několik jejích prvních rukopisů
bylo odmítnuto. Její vůbec první kniha Irský plnokrevník (v anglickém originálu Irish Thoroughbred) byla vydána v nakladatelství Silhouette v roce 1981.
V roce 1983 se rozvedla, v roce 1985 se podruhé provdala a společně s novým manželem si posléze otevřela i své vlastní knihkupectví.

## Dílo

### Filmové a televizní adaptace
Několik jejích knih bylo také zfilmováno, v roce 2007 i v roce 2009 byly zfilmovány hned čtyři její knihy (původní názvy).
- 1989 Magic Moments
- 2001 Sanctuary
- 2007 Angels Fall
- 2007 Montana Sky
- 2007 Carolina Moon
- 2007 Blue Smoke
- 2009 Northern Lights
- 2009 Midnight Bayou
- 2009 High Noon
- 2009 Tribute

### Fantasy
Nora Robertsová se okrajově věnovala i žánru fantasy. Je autorku trilogie Kruh (angl. The Circle Trilogy):
- Kruh věrných - česky 2016 v nakladatelství Alpres, angl.: Morrigan's Cross (2006)
- Tanec bohů - česky 2017 v nakladatelství Alpres, angl.: Dance of the Gods (2006)
- Údolí ticha - česky 2017 v nakladatelství Alpres, angl.: Valley of Silence (2006)